# Бигелоу, Джейкоб
Джейкоб Бигелоу (англ. Jacob Bigelow, 27 февраля 1787 — 10 января 1879) — американский ботаник, доктор медицины, врач, механик и поэт.

## Биография
Джейкоб Бигелоу родился 27 февраля 1787 года.
В 1810 году он получил степень доктора медицины.
Бигелоу занимался медициной сам в течение года без особого финансового успеха, а затем начал медицинскую практику в Бостоне с доктором Джеймсом Джексоном в 1811 году. Эта практика была весьма успешной.
С 1812 года Джейкоб Бигелоу читал лекции по ботанике в Гарварде.
Бигелоу также интересовался механикой. В 1829 году была опубликована его работа Elements of Technology.
Он был президентом Американской академии искусств и наук с 1847 по 1863 год и был членом этой организации в течение 67 лет.
Вдобавок к тому, что Бигелоу был врачом, профессором и ботаником, он также был поэтом. В 1855 году было анонимно опубликовано его произведение Eolopoesis, American Rejected Addresses.
Джейкоб Бигелоу умер 10 января 1879 года.

## Научная деятельность
Джейкоб Бигелоу специализировался на семенных растениях.

## Публикации
- An introduction to physiological & systematical botany. 1814[5].
- Florula bostoniensis. A collection of plants of Boston and its environs, with their generic and specific characters, synonyms, descriptions, places of growth, and time of flowering, and occasional remarks. 1814[6].
- American medical botany: being a collection of the native medicinal plants of the United States, containing their botanical history and chemical analysis, and properties and uses in medicine, diet and the arts /by Jacob Bigelow. 1817—1820[7].
- Florula bostoniensis. A collection of plants of Boston and its vicinity, with their generic and specific characters, principal synonyms, descriptions, places of growth, and time of flowering, and occasional remarks. By Jacob Bigelow ... 1824[8].
- Elements of Technology. 1829[4].
- Eolopoesis, American Rejected Addresses. 1855[4].